# Az Osztrák–Magyar Monarchia uralkodója
Ő császári és királyi felsége, az Osztrák–Magyar Monarchia uralkodója volt Ausztria–Magyarország regnáló államfője a dualista állam fennállása alatt, 1867 és 1918 között. A címet a mindenkori osztrák császár és magyar király viselte.
A cím valójában csak nevében és megszólításában változott a Kiegyezéssel, gyakorlatilag Ausztria császára maradt az uralkodó: Ő nevezte ki és bocsájthatta el a kormányfőket, ő volt a fegyveres erők legfelsőbb parancsnoka és a Monarchia államainak feje.

## Címei

### Ausztria császára
Hivatalosan: A Birodalmi Tanácsban Képviselt Királyságok és Országok Császára. 1804-ben II. Ferenc római császár vizionálta a Német-római Birodalom felbomlását, ezért családja birodalmi státuszának megőrzésére érdekében létrehozta az „Ausztria örökös császára” címet magának és utódjainak. 

### Magyarország apostoli királya
A „Magyarország apostoli királya” címet XIII. Kelemen pápa hagyta jóvá 1758-ban, és ezt követően Magyarország valamennyi uralkodója használta. Ezzel a címmel járt a horvát, a dalmát és a szlavón királyi cím is, de ez volt az egyetlen apostoli királyi cím, melyet az uralkodó birtokolt. 

### Csehország királya
A Cseh Királyság eredetileg választói monarchia volt, de tiszteletben tartották az öröklődést. Habsburg Ferdinánd, a leendő német-római császár feleségül vette II. Ulászló király lányát, és amikor Ulászló fia meghalt, 1526-ban Ferdinándot választották meg uralkodóvá. Innentől Ferdinánd utódai örökölték a trónt.

### Horvátország királya
1102-ben, mikor a magyar király, Kálmán meghódította a királyságot, a horvát nemesek megegyeztek abban, hogy a horvát királyi címet a mindenkori magyar király viselje.

### Dalmácia királya
Dalmácia első magyar királyától, Kálmántól egészen Zsigmondig öröklődött a cím, azonban uralkodása alatt a királyság megszűnt, így innentől kezdve a cím csak címzetes volt egészen 1815-ig, mikor a Campo Formió-i béke szerint Dalmácia ismét királyság lett.

### Galícia és Lodoméria királya
Az első király, aki felvette a címet Károly Róbert volt, innentől kezdve a cím öröklődött.

### Ráma királya
A Bosznia iránti igényre utaló „Ráma királya” címet először II. Béla használta 1136-ban.

### Szerbia királya
A szerb királyi címet Imre magyar király vette fel, mikor a bolgárok ellen 1202-ben győzelmet aratott. A címet azonban csak V. István adta hozzá a magyar királyi címhez.

### Kunország királya
A címet először IV. Béla magyar király vette fel, azonban előtte is viselték, csak Kunország fejedelme címen. 

### Bulgária királya
A Bulgária királya címet először V. István magyar király vette föl, azóta szerepel a magyar királyok címeiben.

### Jeruzsálem királya
A Jeruzsálemi Királyságot az egyiptomi mamlúk meghódítása után 1291-ben felszámolták. A Habsburg-ház egyike volt a sok dinasztia közül, amelyek igényt tartottak a címre. A címet a 18. században Habsburg–Lotharingiai Lipót, I. Ferenc apja adta hozzá a királyi cím igénylése érdekében.

### Illíria királya
Az Illír tartományok 1815-ös visszacsatolásával a Habsburgok új koronaföldet hoztak létre. Bár 1848-ban a területi egység megszűnt, a cím megmaradt és tovább öröklődött.

### További címek
- Osztrák főherceg
- Toszkána és Krakkó nagyhercege
- Lotaringia, Salzburg, Steyer, Krajna és Bukovina hercege
- Erdély nagyfejedelme
- Morávia őrgrófja
- Alsó- és Felső-Szilézia, Modena, Párma, Auschwitz, Zator, Teschen, Friauli, Raguza és Zára hercege
- Habsburg, Tirol, Kyburg, Görz és Gradiska hercegesített grófja
- Trient és Brixen hercege
- Alsó- és Felső-Lausitz és Isztria őrgrófja
- Hohenems, Feldkirch, Bregenz, Sonnenberg grófja
- a Szerb Vajdaság fővajdája
- a Temesi Bánság fővajdája

## Uralkodók listája
| # | Uralkodó Uralkodási idő | Portré | Címer | Születése Halála                                                              | Házastársa Örököse | Koronázás                   |
| - | --- | ------ | ----- | ----------------------------------------------------------------------------- | --- | --------------------------- |
| 1 | I. Ferenc József Ausztria 3. császára Magyarország 54. királya 1867. június 8. ┃ 1916. november 21. (49 év, 5 hónap, 14 nap)       |        |       | 1830. augusztus 18. Bécs 1916. november 21. Bécs (86 évesen)                  | Wittelsbach Erzsébet bajor hercegnő Rudolf koronaherceg Habsburg–Lotaringiai Károly Lajos Habsburg–Lotaringiai Ferenc Ferdinánd Habsburg–Lotaringiai Károly | 1867. június 8. Buda        |
| 2 | I. (IV.) Károly Boldog Károly Ausztria 4. császára Magyarország 55. királya 1916. november 21. ┃ 1918. november 3. (1 év, 360 nap) |        |       | 1887. augusztus 17. Persenbeug-Gottsdorf 1922. április 1. Funchal (34 évesen) | Zita Bourbon–parmai hercegnő Ottó koronaherceg | 1916. december 30. Budapest |

## Címek birtoklása
| Név                           | Birtoklás kezdete | Birtoklás vége     |
| ----------------------------- | ----------------- | ------------------ |
| Ausztria császára             | 1867. március 30. | 1918. november 11. |
| Magyarország apostoli királya | 1867. március 30. | 1918. november 13. |
| Horvát király                 | 1867. március 30. | 1918. november 13. |
| Cseh király                   | 1867. március 30. | 1918. október 28.  |